# Icterus pectoralis
El turpial de pecho manchado (Icterus pectoralis), también conocido como turpial pechipinto, bolsero pecho manchado, chichiltote maculado y chiltota, es una especie de ave paseriforme de la familia Icteridae nativa de  México y América Central. Se distinguen cuatro subespecies.

## Distribución y hábitat
Es nativo de México, Guatemala, El Salvador, Honduras, y Nicaragua. Ha sido introducida en Florida en el sur de los Estados Unidos.
Su hábitat natural se compone de bosque subtropical, tropical y sabana. Prefiere bosques abiertos áridos, donde típicamente domina la mimosa. es muy común en las ciudades.

## Nombres comunes
Los nombres comunes de está ave entre ellos están chiltota otros nombres comunes son turpial pechipinto, pecho manchado, maculado, bolsero pecho manchado.

El nombre chiltota es muy ocupado en El Salvador.

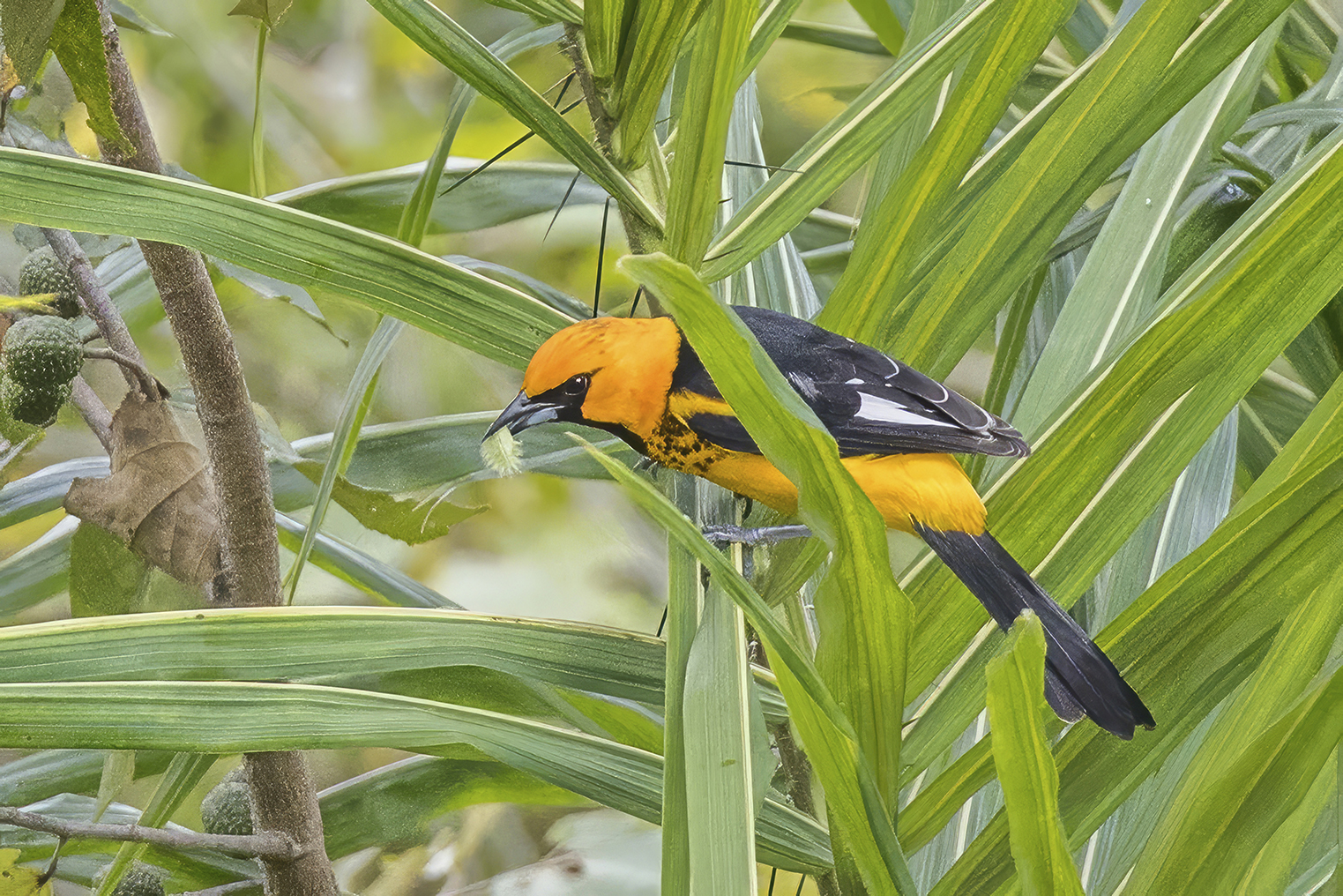
Una chiltota en las Ruinas de Copán, Honduras.

## Subespecies
Se reconocen las siguientes subespecies, incluyendo la subespecie tipo.:
- Icterus pectoralis carolynae Dickerman, 1981
- Icterus pectoralis espinachi Ridgway, 1882
- Icterus pectoralis guttulatus Lafresnaye, 1844
- Icterus pectoralis pectoralis (Wagler, 1829)